# 山河内 (美波町)
山河内（やまがわち）は、徳島県海部郡美波町の大字。郵便番号は779-2307。

## 地理
美波町の西部に位置。

### 山
- 玉厨子山
- 胴切山
- 八郎山

### 河川
- 日和佐川
- 山河内谷川

### 小字
- 本村
- なか
- 横川
- 打越
- かんば
- 松尾
- 白沢
- 明丸
- 外ノ牟井
- 西山
- 大越

## 歴史
江戸時代以前は海部郡山河内村であったが、1889年（明治22年）に同郡赤河内村の大字となる。

## 世帯数と人口
2020年（令和2年）10月1日現在の世帯数と人口は以下の通りである。
| 町丁   | 世帯数 | 人口  |
| ------ | ------ | ----- |
| 山河内 | 97世帯 | 220人 |

### 人口の変遷
世帯数 / 人口
| 1815年(文化12年)   |  | 65戸・312口    | 阿波志 巻12 |
| 1876年(明治09年)   |  | 100戸・501口   | 海部郡村誌  |
| 1891年(明治24年)   |  | 109戸・573口   | 海部郡村誌  |
| 1981年（昭和56年） |  | 121世帯・473人 | 日和佐町史  |
| 2005年（平成17年） |  | 114世帯・338人 | 国勢調査    |
| 2010年（平成22年） |  | 106世帯・307人 | 国勢調査    |
| 2015年（平成27年） |  | 101世帯・257人 | 国勢調査    |
| 2020年（令和2年）  |  | 97世帯・220人  | 国勢調査    |

## 施設

### 社寺・史跡
- 吉野神社
- 打越寺

### かつて存在した施設
- 日和佐町立山河内小学校

## 交通

### 鉄道
四国旅客鉄道（JR四国）牟岐線が通り、山河内駅が設置されている。

### 道路
町の南側の東西を国道55号が、北側の東西を徳島県道36号日和佐上那賀線が通過。